# サム・ヴァカ
サム・ヴァカ（Sam Vaka、1992年10月26日 - ）は、ラグビーユニオン選手。

## 略歴
カウンティーズ・マヌカウ、チーフス、SUアジャンを経て、2021年、九州電力キューデンヴォルテクスに加入。
2022年1月23日に行われたJAPAN RUGBY LEAGUE ONE第2節江東ブルーシャークス戦にて先発出場で日本での公式戦初出場を果たした。
2025年5月、九州電力キューデンヴォルテクスを退団。